# Glacéläderfabriken
AB Glacéläderfabriken var ett svenskt garveri i Kävlinge.
Glacéläderfabriken grundades 1898 som Malmö Handsk- och Glacéläderfabriks AB av den danske fabrikören Hans Möller, och omdöptes till AB Glacéläderfabriken 1929. Företaget övertogs av sonen Frans Möller. Det tillverkade handskskinn och skinn till möbel- och beklädnadsindustrin  av framför allt får- och lammskinn, men även av buffel, ko och ren. 
Namnet glacéläder kommer från en speciell garvningsmetod med alun, ägg och vetemjöl för att göra hudarna riktigt mjuka. 
Företaget hade som mest omkring 400 anställda. Det lades ned 1989. Fabriksbyggnaden vid Kävlingeån står kvar och används till andra ändamål.